# Język pirahã
Język pirahã (nazwa własna xapaitíiso) – język z grupy mura używany przez Indian Pirahã w dżungli amazońskiej, nad rzeką Maici, dopływem Amazonki. Język pirahã wyodrębnił się jako jedyny żywy dialekt języka mura. Mimo częstych kontaktów z kulturą zachodnią i językiem portugalskim większość członków plemienia pozostaje jednojęzyczna i nazywa inne języki xapagáiso (dosł. „zakrzywiona głowa”). Mężczyźni znają do pewnego stopnia język portugalski (aczkolwiek często biernie), a do komunikacji z innymi grupami ludności używają języka kontaktowego, który zawiera słowa z pirahã, portugalskiego i nheengatu (lingua franca Amazonii).

## Cechy charakterystyczne języka
Język ten ma wiele specyficznych cech, które sprawiły, że stał się on obiektem zainteresowania lingwistów:
- brak liczebników – występują tylko wyrazy hoi – mało i baagiso – dużo (w zależności od tonu hoi może oznaczać „mniejsza ilość” lub „większa ilość”). Nie ma też liczby mnogiej.
- bardzo ograniczone słownictwo dotyczące pokrewieństwa – np. jeden wyraz – baíxi – oznacza zarówno matkę, jak i ojca
- cały zestaw zaimków został prawdopodobnie zapożyczony z języka tupi
- brak zdań złożonych (w języku pirahã nie można powiedzieć on wie, jak zrobić strzałę, tylko on zna robienie strzały)
- brak innych złożonych konstrukcji, np. wielokrotnego dopełniacza (jak czubek ogona psa)
- brak kwantyfikatorów takich jak „wszyscy”, „każdy”, „niektórzy”
- brak podstawowych określeń na kolory, występuje jedynie słownictwo opisowe (np. „jak brudna krew”)
- brak wyrażeń fatycznych, tj. wyrażeń typu cześć, proszę, dziękuję
- bardzo rozbudowane słownictwo dotyczące miejscowej fauny i flory
- skomplikowana odmiana czasownika (przez 16 kategorii) przy nieodmiennych rzeczownikach i zaimkach.

## Fonetyka
Język pirahã ma osiem spółgłosek: p t k x [ʔ] b g s h i trzy samogłoski: a i o. Jest to najmniejszy zasób fonemów na świecie – na równi z papuaskim językiem rotokas. W języku pirahã istnieją jednak dwa tony, które niektórzy językoznawcy również zaliczają do fonemów: wysoki (oznaczany przez samogłoski z ukośną kreską) i niski.
Spółgłoska /b/ przed /o/ wymawiana jest jako [ʙ] – bardzo rzadki dźwięk w językach świata. Jeden z alofonów spółgłoski /g/ nie jest znany w żadnym innym języku.
Typową wymowę języka uzupełniają inne sposoby oddania jego fonetyki – podczas krzyku (w czasie hałasu, np. burzy) wiele kontrastów między głoskami jest pomijanych (wszystkie samogłoski oddawane są jako [a], zachowany jest jedynie ton), podobnie, inna forma języka służy do śpiewu czy nawet mówienia z pełnymi ustami. Język ma też odmianę gwizdaną.